# 데이비드 엡스턴

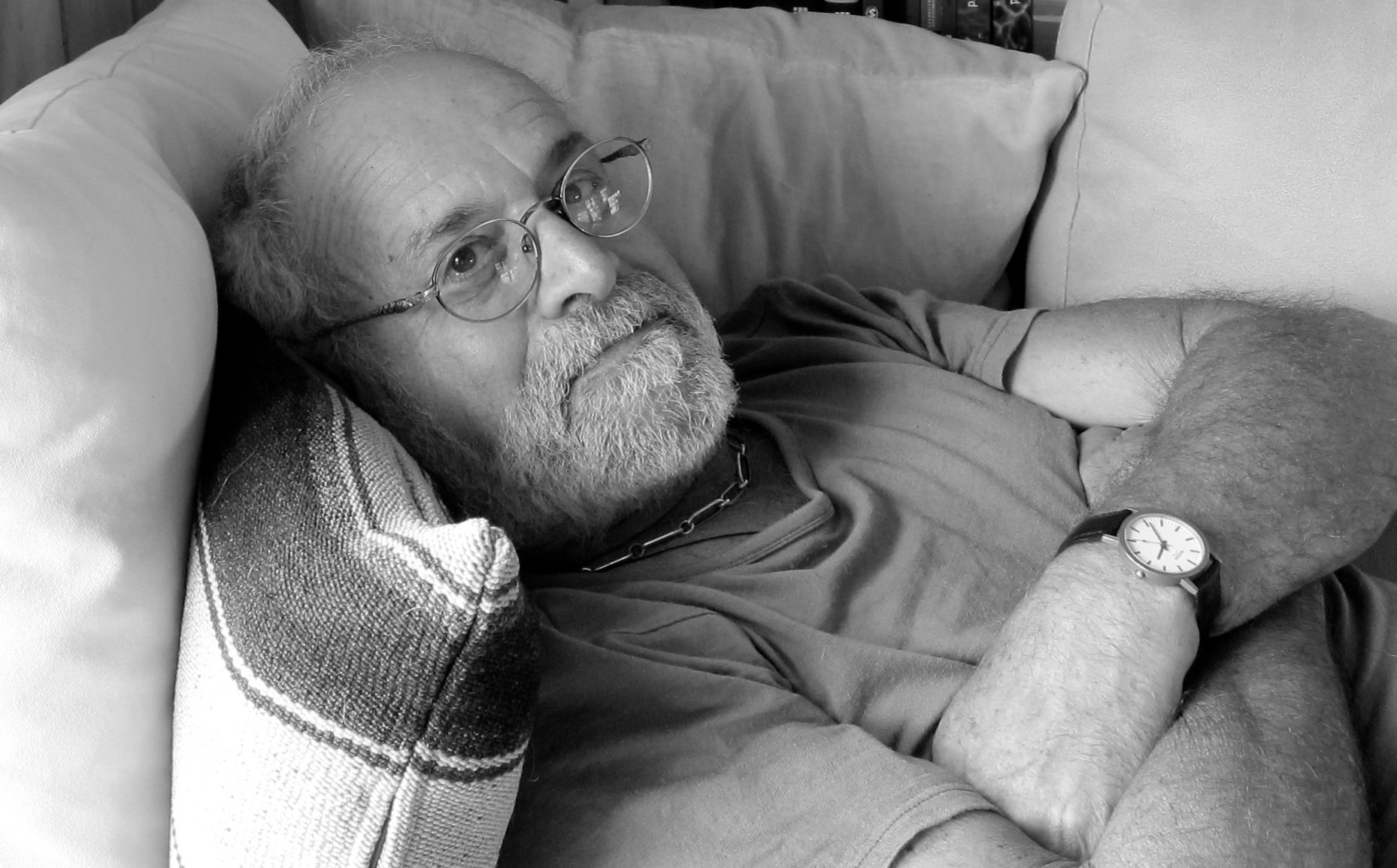

데이비드 엡스턴(David Epston, 1944년 8월 30일 ~ )은 뉴질랜드의 심리치료사로, 현재 뉴질랜드 오클랜드에 있는 가족 치료 센터의 공동 책임자이다. 존 F. 케네디 대학교(John F. Kennedy University)의 객원 교수, 멜버른 대학교(University of Melbourne) 사회복지학과 명예임상강사, 노스다코타 주립 대학교(North Dakota State University)의 부부 및 가족 치료 박사 프로그램의 부교수이다. 데이비드 엡스턴(David Epston)과 그의 고인이 된 친구이자 동료인 마이클 화이트(Michael White)는 이야기 치료(narrative therapy)의 창시자로 알려져 있다.

## 메이저
데이비드 엡스턴(David Epston)은 1944년 캐나다 온타리오 주 피터 버러에서 태어나 그곳에서 자랐다. 그는 브리티시컬럼비아 대학교(University of British Columbia)에서 공부를 시작했고 19살 때 캐나다를 떠나 1964년 뉴질랜드에 왔다. 그는 1969년 오클랜드 대학(Auckland University )에서 사회학 및 인류학 학사 학위를 취득하고 전공했다. 이후 영국에서 에든버러 대학(University of Edinburgh)의 커뮤니티 디벨롭먼트(Community Development)를 1971년 졸업했다. 그는 1976년 영국 워릭 대학교(Warwick University)에서 응용 사회학 석사를 취득했으며 1977년 사회복지자격증(CQSW,Certificate of Qualification in Social Work)을 받았다.

## 같이 보기
- 사회복지사